# عمارت آینه‌خانه مفخم

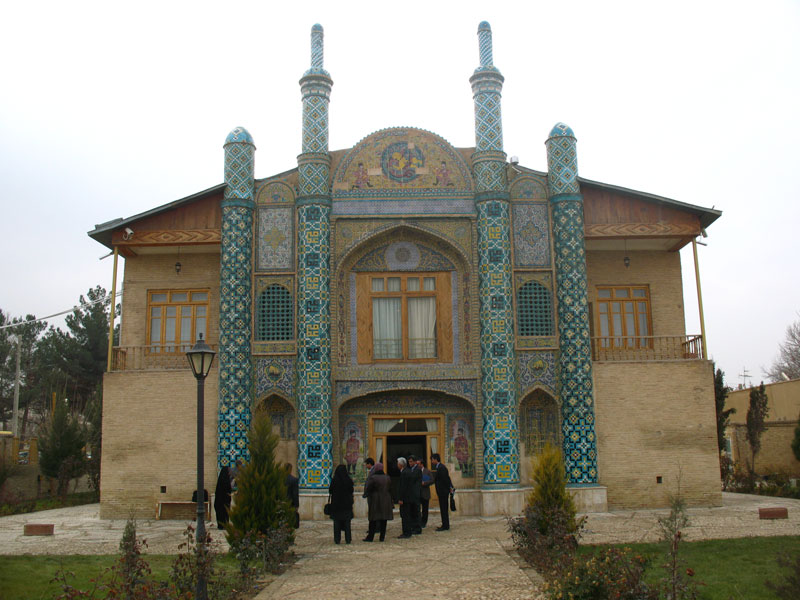
عمارت تاریخی و آیینه‌خانه سردار مفخم بجنورد

آینه‌خانه مفخم یا دارالحکومه سردار مفخم از بناهای دوره قاجار در شمال شهر بجنورد است که به شماره ۱۱۶۷ ثبت شده‌است و از سال ۱۳۷۹ تاکنون به عنوان موزه ی اسناد و نسخ خطی مورد استفاده قرار می گیرد. این بنا در شهر بجنورد در استان خراسان شمالی قرار دارد.

## تاریخچه
این بنای معروف با بناهای دیگری از جمله عمارت کلاه‌فرنگی و حوضخانه، در باغ بزرگی قرار داشته که آن‌ها مجموعه دارالحکومه مفخم را تشکیل داده‌اند. این بنا در دهه ۱۲۵۰خورشیدی هم‌زمان با دوره حکومت ناصرالدین شاه به دستور یارمحمدخان شادلو معروف به سردار مفخم ساخته شده و به عنوان فضای اداری و دیوانی برای انجام دیدارهای رسمی سردار مفخم با رجال سیاسی عهد قاجار و نیز انجام مراسم تشریفات نظامی و رایزنی دربارهٔ مسائل سیاسی واجتماعی سران ایل مناطق تحت حکومت، مورد استفاده قرار می‌گرفته‌است.

## معماری

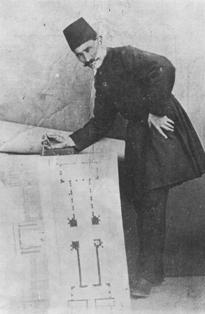
میرزامهدی شقاقی معمار آیینه‌خانه مفخم در حال طراحی یک بنا

طراحی نقشه این بنا به دست میرزا مهدی خانشقاقی معروف به ممتحن‌الدوله از نخستین معماران ایرانی که از دانشکده معماری پاریس فارغ‌التحصیل شده بود، انجام شده‌است.
ساختمان آیینه‌خانه در ۲ طبقه به ابعاد تقریبی ۱۱ در ۱۸ متر و به ارتفاع حدود ۱۰ متر ساخته شده که در مجموع ۹ اتاق دارد. یکی از اتاق‌های فوقانی، تالاری به ابعاد ۳ در ۸ متر است که تمام دیوارها و سقف آن آیینه کاری شده و به خاطر وجود همین تالار، این بنا را آیینه‌خانه نامیده‌اند. این بنا، سه در ورودی دارد، ورودی بزرگ‌تر در ضلع شمالی و دو ورودی کوچک‌تر در ضلع شرقی و غربی قرار دارند. هر سه ورودی به یک راهروی شرقی و غربی متصل می‌شود که در یک طرف آن ۴ اتاق و در طرف دیگر آن چند حجره و نیز دو رشته پلکان در منتهی‌الیه شرقی و غربی وجود دارد که به طبقه فوقانی راه پیدا می‌کند.
ورودی اصلی بنا در وسط ضلع شمالی حدود ۲۲۰سانتی‌متر عرض دارد و سقف آن با قوس کلیل پوشیده شده‌است. در دو سوی این ورودی ۴ نیم ستون به قطر حدود ۱۰۵ سانتی‌متر و ارتفاع بیش از ۱۰متر وجود دارد که تمام بدنه آن‌ها با کاشی‌های فیروزه‌ای، لاجوردی و نیز کاشی‌های سیاه، سفید و زرد پوشیده شده‌است.
دو نیم ستون وسطی که درست در طرفین ورودی قرار گرفته بلندتر و بر بدنه هر یک ۱۲بار نام پیامبر اسلام محمد بن عبدالله به خط کوفی بنایی با طرح‌های هندسی آراسته شده‌است. در حد و فاصل نیم ستون‌های ورودی ۲ طاق نمای نسبتاً عمیق وجود دارد که با کاشی‌های هفت رنگ نماسازی شده‌است. روی این طاق نماها نقوش اسلیمی و یک ترنج هندسی نقش شده‌است که در وسط آن نقش شیری وجود دارد که گاوی را از پای درآورده است. در تمام نقوش مذکور که بر کاشی‌های هفت رنگ نقش شده و نیز نقوش بخش‌های دیگر، غلبه با رنگ زرد است. در دو سوی ورودی این بنا در همین ضلع نقش ۲ سرباز مسلح قاجار دیده می‌شود که به‌طور نمادین همچون ۲ نگهبان همیشه بیدار با چشمانی گشاده پیوسته ورودی و خروجی این ساختمان را کنترل می‌کنند.

## تالار آیینه‌خانه
تالار آیینه که محور اصلی این ساختمان است در طبقه دوم قرار گرفته و از طریق ۲ رشته پلکان انتهای شرقی و غربی و راهروی طبقه اول قابل دسترسی است. این اتاق، ۳ در از جنس چوب صندل دارد که با استخوان ترصیع شده‌اند. در ازاره تالار سنگ مرمر مرغوب به کار رفته و بلافاصله از بالای سقف آن آیینه کاری شروع شده و تمام بدنه و سقف تالار را دربر گرفته‌است. در این آیینه کاری‌ها ۱۷طرح مختلف شامل طرح‌های زیبای هندسی و گیاهی، طرح چهلچراغ‌ها که در وسط اتاق آویخته بوده‌اند و نیز نمای بیرونی آیینه خانه به طرز استادانه‌ای اجرا شده‌است.

## نگارخانه

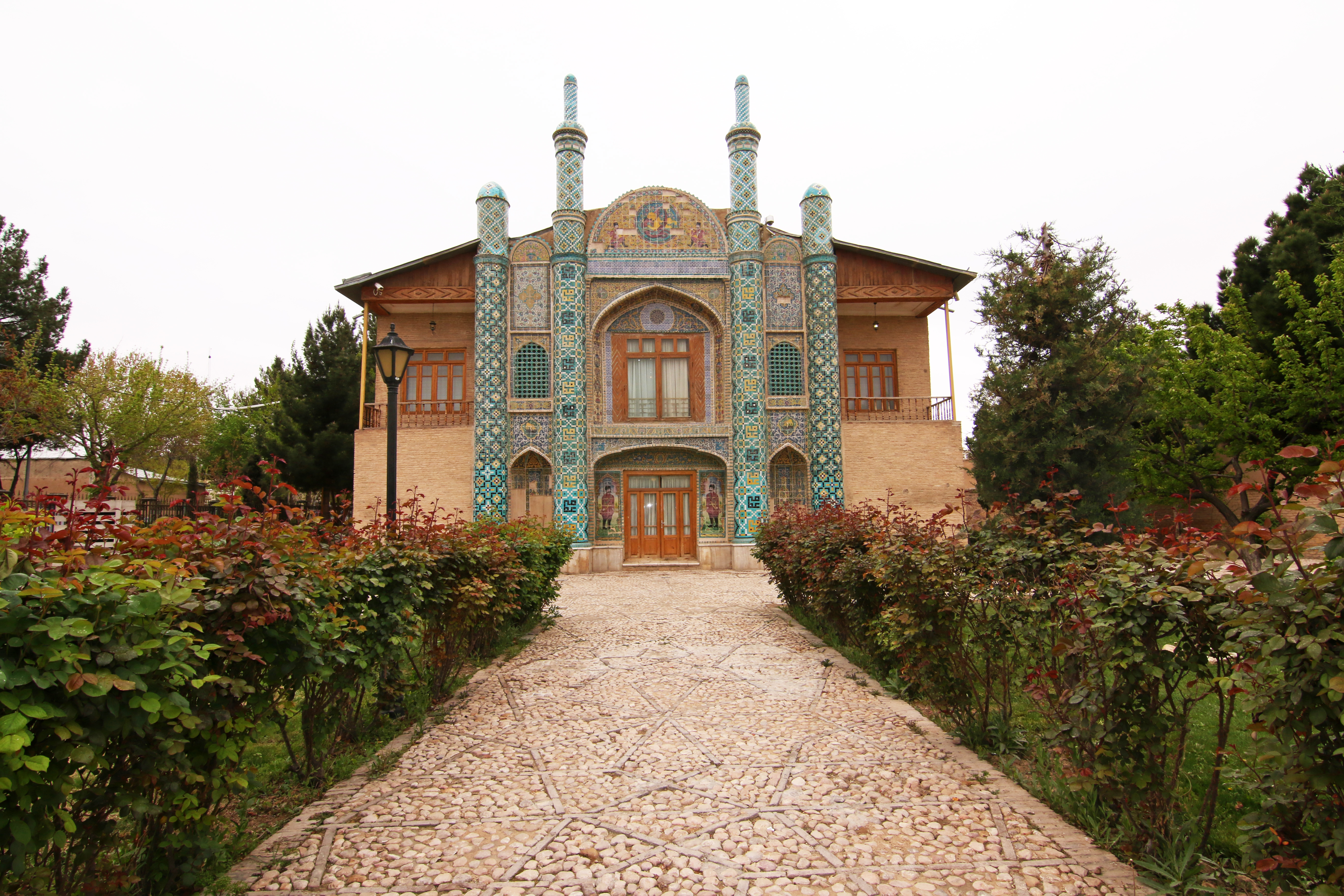
نمای کلی
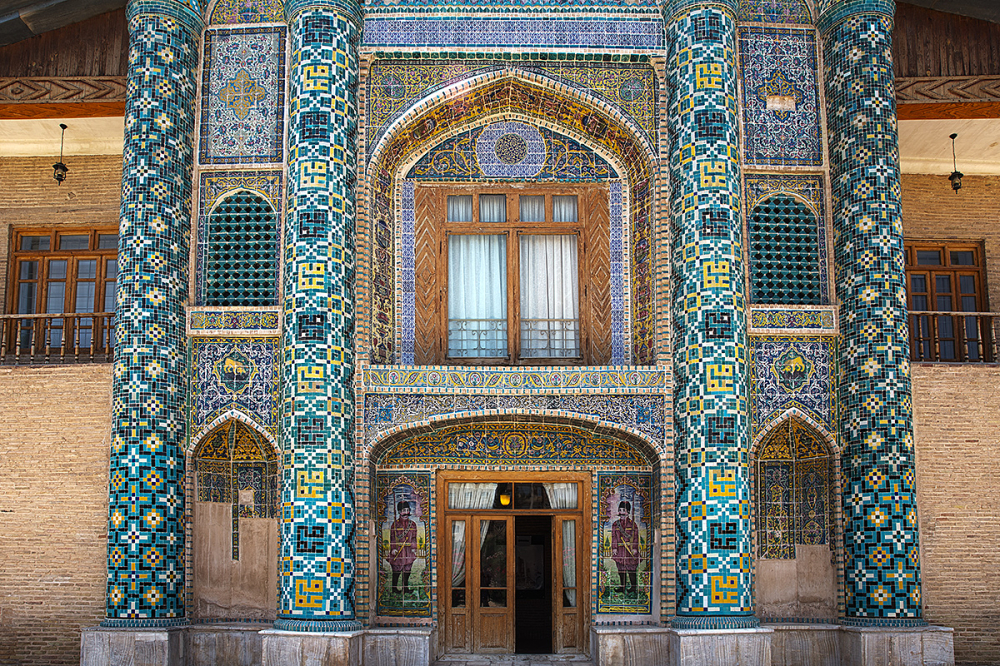
جزییات نما
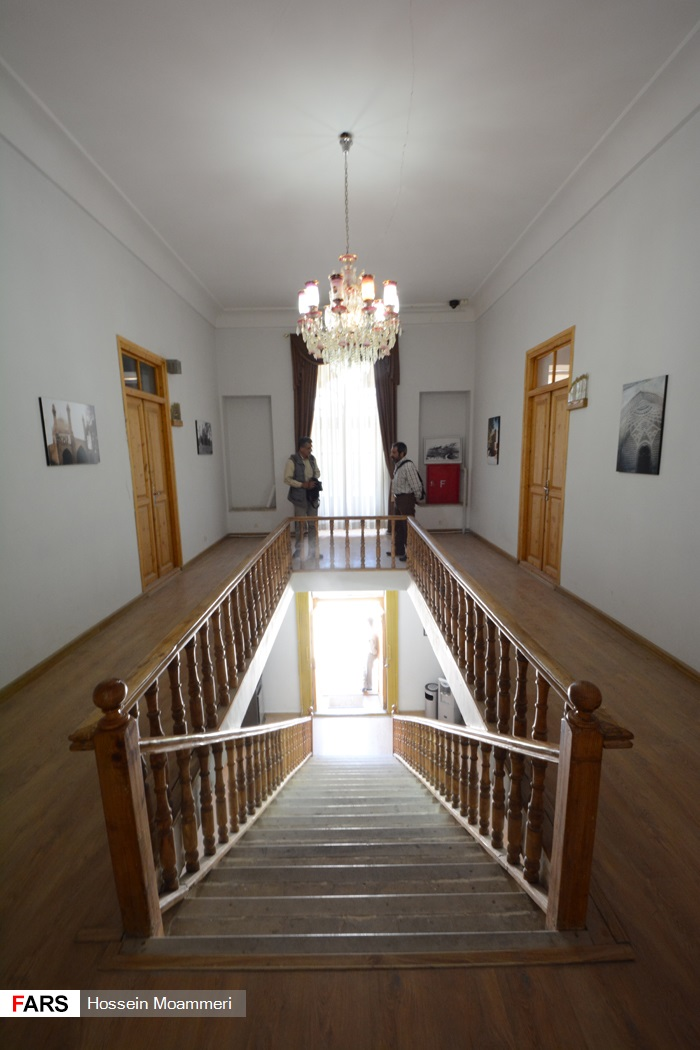
درون عمارت
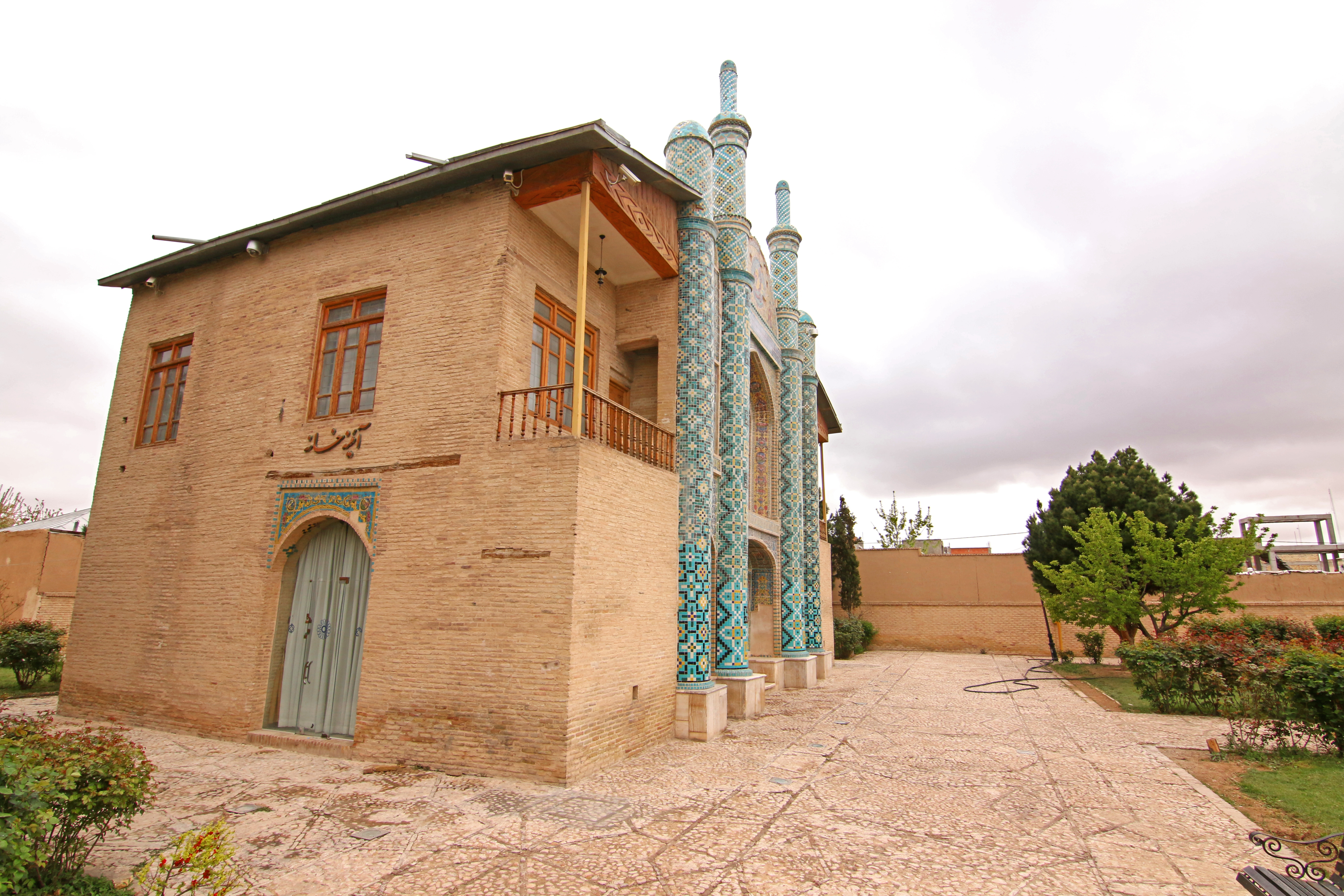
نمای کناری
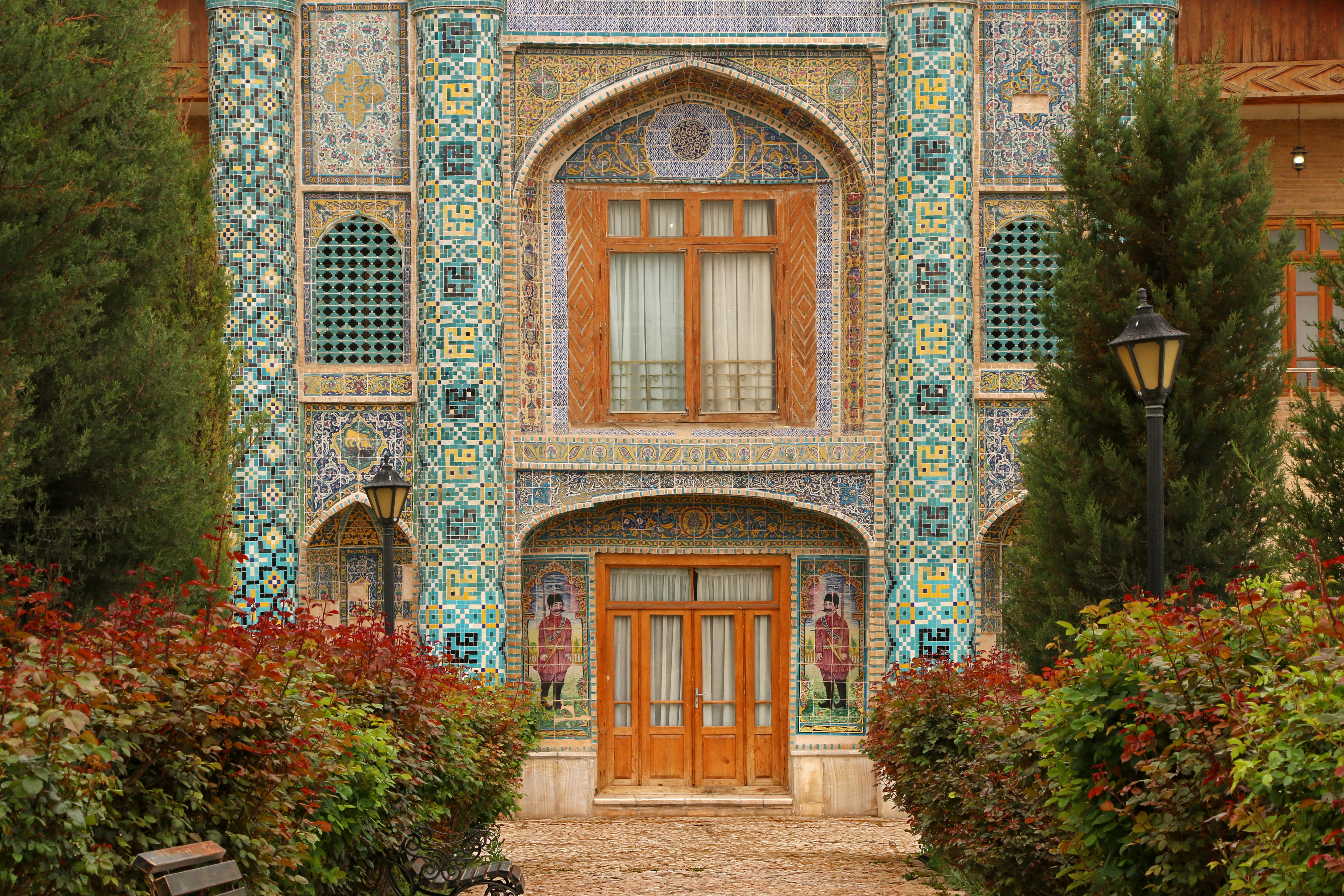
نمای اصلی
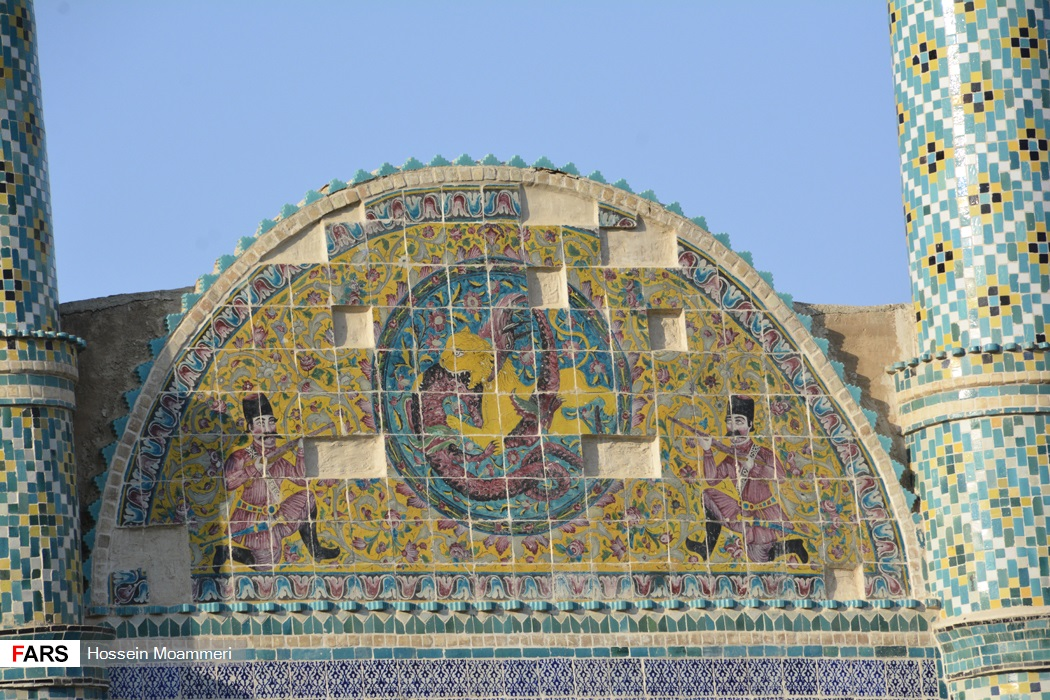
نگاره کاشی‌کاری نبرد شیر و اژدها
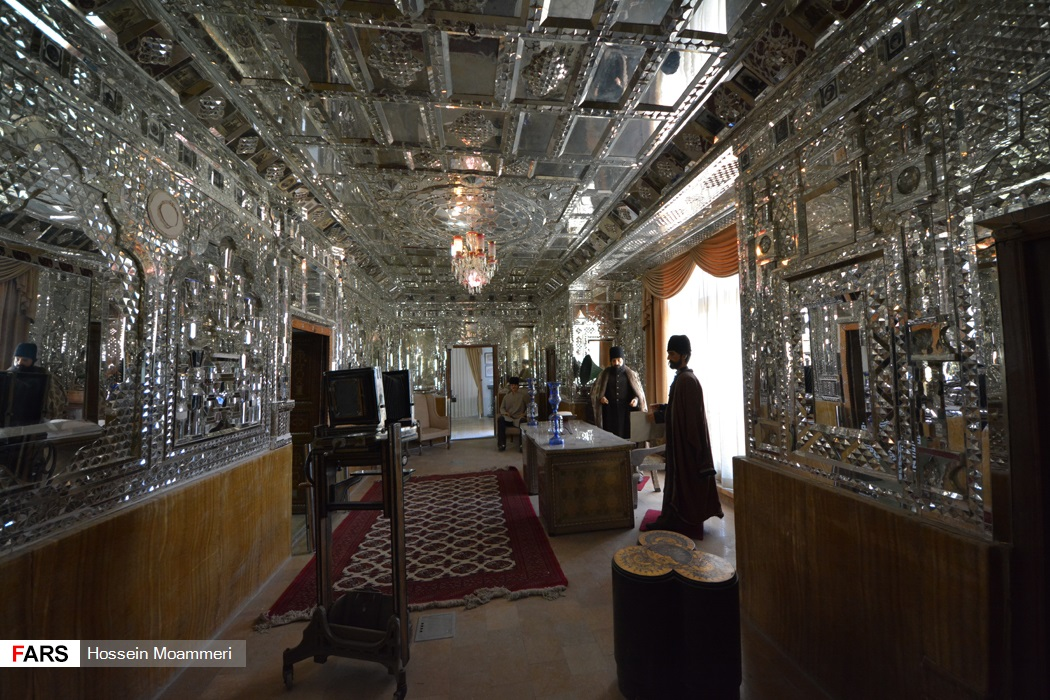
آینه‌خانه
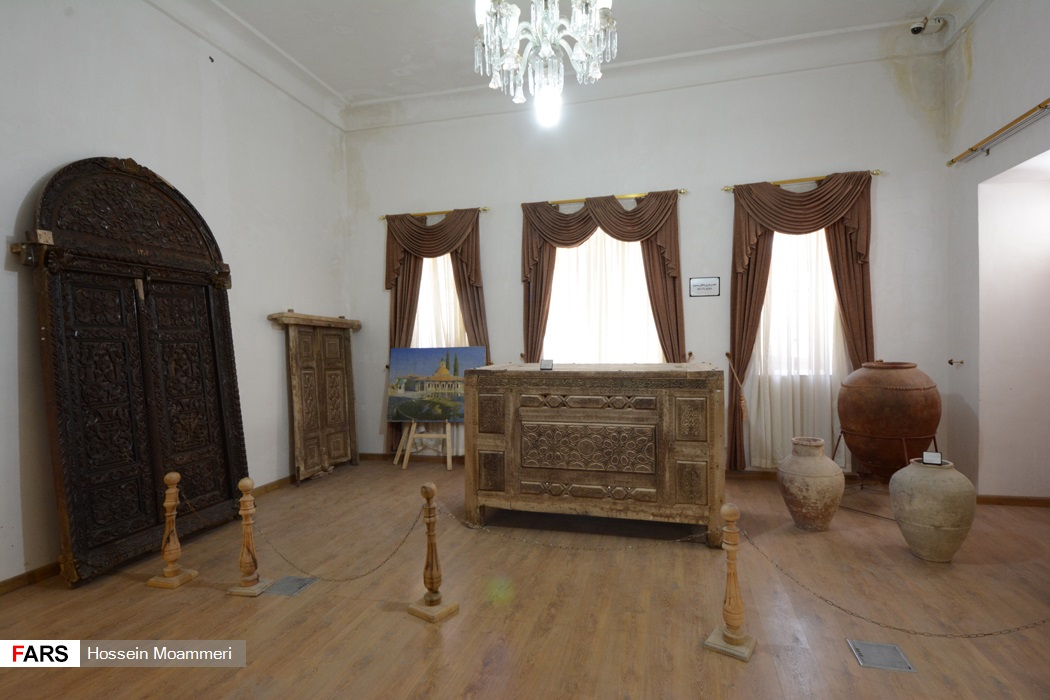
درون عمارت
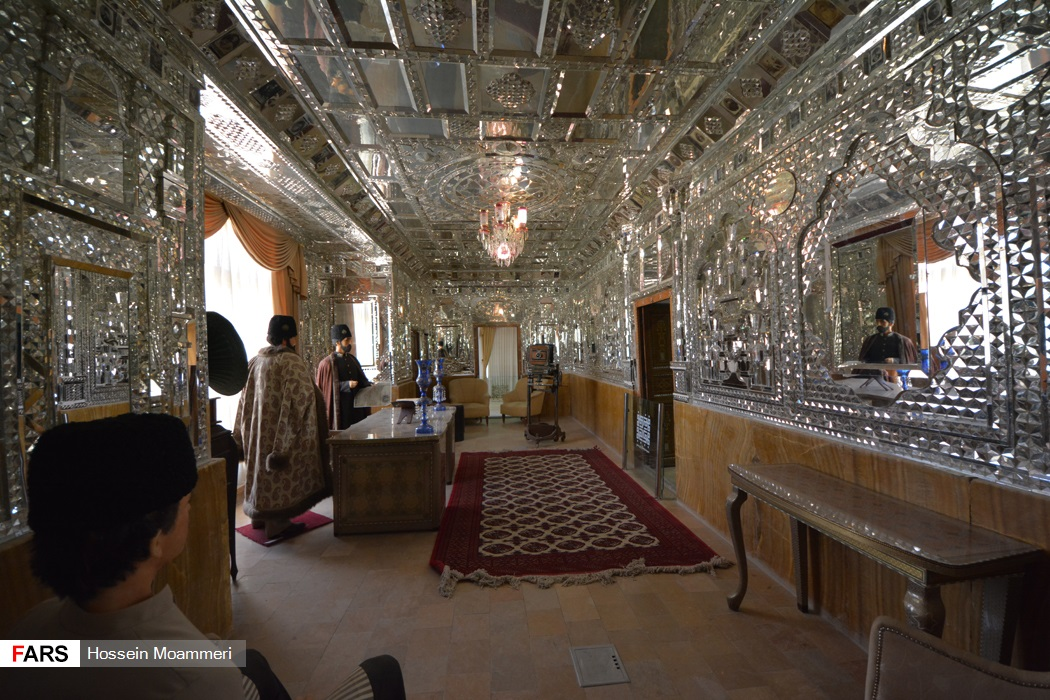
آینه‌خانه